# Quassinoide

Strukturformel von Quassin

Quassinoide bilden eine Stoffgruppe in der organischen Chemie und zählen zu den Naturstoffen. Die Vertreter dieser Stoffgruppe besitzen teilweise sehr komplexe Strukturformeln. Sie sind abgebaute Triterpene, die verschiedene tetra- und pentacyclische Grundstrukturen mit 18, 19, 20, 22 oder auch 25 Kohlenstoffatomen besitzen. Sehr bekannt ist das C20-Picrasan-Grundgerüst.
Der bedeutendste Vertreter der Quassinoide ist die namensgebende Verbindung Quassin. Die Struktur dieser Verbindung wurde von Zdenek Valente in den frühen 1960er-Jahren aufgeklärt.

## Vorkommen

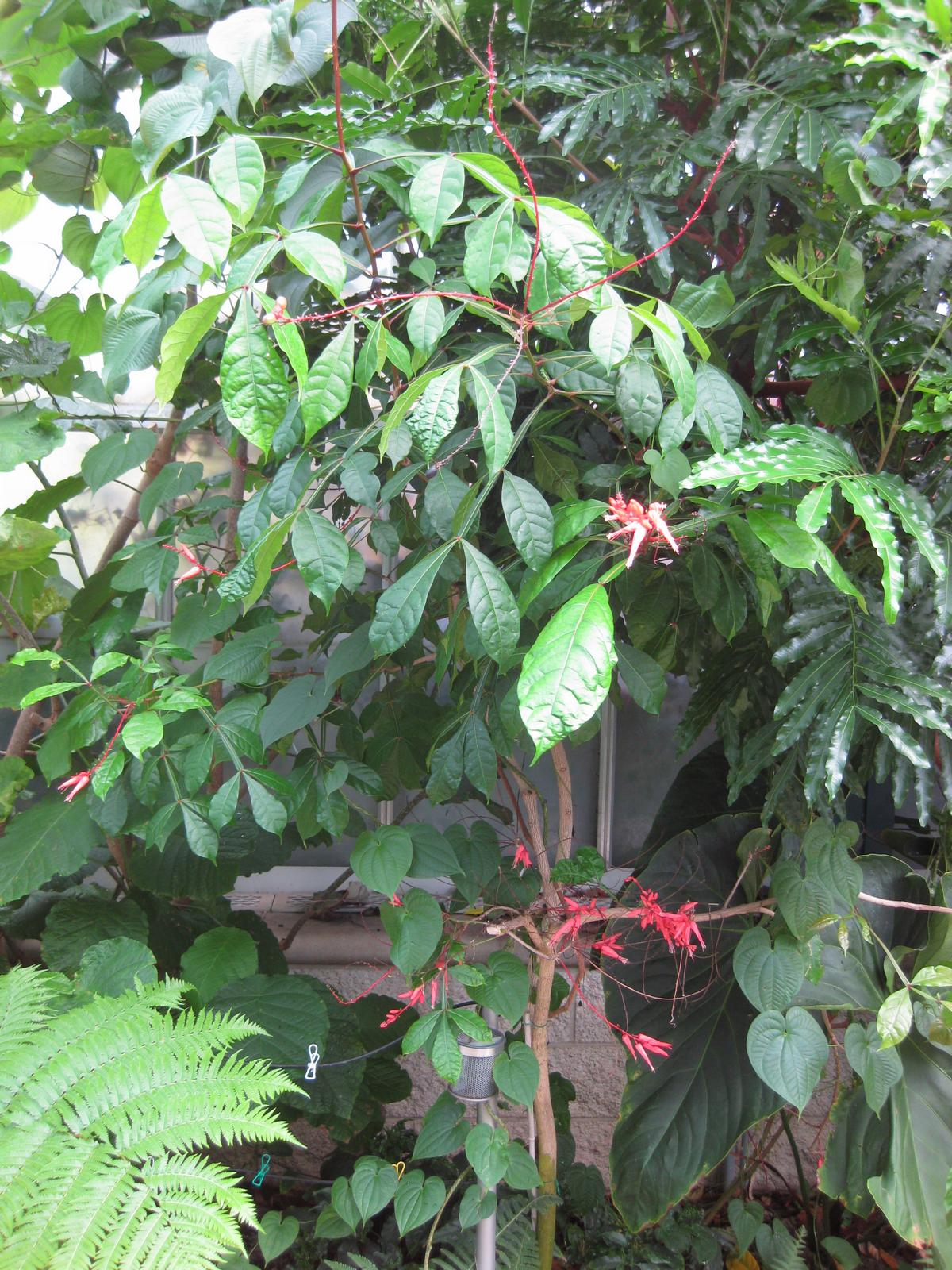
Laubblätter und Blüten-
stand der Quassia amara

Die Quassinoide kommen ausschließlich in der Pflanzenfamilie der Bittereschengewächse (Simaroubaceae) vor, z. B. im Holz der Quassia amara, in Picrasma excelsa, im Götterbaum, der auch in Deutschland als Parkbaum oder verwildert in einigen Städten wächst, sowie in Eurycoma longifolia, das unter dem Namen Tongkat Ali als Aphrodisiakum angeboten wird. Es sind ca. 450 unterschiedliche natürliche Quassinoide bekannt.

## Eigenschaften und Wirkung
Neben dem sehr bitteren Geschmack wirken sie auf Insekten fraßhemmend. Über eine antileukämische Wirkung wurde ebenfalls berichtet. Ferner konnten vielen Quassinoiden in verschiedenen Untersuchungen antivirale, antiparasitäre (insbes. gegen Malaria), insektizide, amöbizide und entzündungshemmende Eigenschaften zugeschrieben werden.